# Libellula
A Libellula a rovarok (Insecta) osztályában a szitakötők (Odonata) rendjébe sorolt a laposhasú acsák (Libellulidae) családjának névadó neme.

## Származása, elterjedése
Az északi félteke mérsékelt égövére jellemzőek; a legtöbb fajuk az Egyesült Államokban él. Az európai fajok közül Magyarországon a család névadója, azaz a laposhasú acsa (Libellula depressa) mellett a kisfoltos laposacsa (Libellula fulva) és a négyfoltos acsa (Libellula quadrimaculata) fordul elő.

## Megjelenése, felépítése
Közepes termetű szitakötő. Szárnyai, különösen a hátsó szárnyak tövénél nagyobb barnás foltokat láthatunk. E foltok kiterjedése fajonként, sőt egyedenként is  változó.  Hasonló  barnás foltjai a sárkány-szitakötők (Corduliidae) közé tartozó Epitheca bimaculata hátsó szárnyainak tövén is vannak, e faj alkata azonban a  laposhasú acsákétól (Libellulidae) jelentősen eltér.
A fiatal hímek és  nőstények színezete meglehetősen hasonló. Később a nőstények színezete kevésbé változik, a hímeké lényegesen többet.
Lárvája széles, lapos.

## Életmódja, élőhelye
Síkvidéki állóvizekben és lassú folyóvizekben él; egyes fajok a víztől távolabb is megjelennek.
Lesből vadászik; zsákmányát rendszerint még a levegőben elfogyasztja.
Magyarországon egy nemzedéke repül április–májustól július–augusztusig. 

### Szaporodása
A levegőben párzik. A nőstény a petéket magánosan, röptében, potrohának végét a vízbe mártogatva rakja, majd hamarosan újra párzik. 
Ha tócsája kiszárad, a lárva beássa magát, és ebben a nyugalmi állapotban több hétig életben maradhat. Két év alatt fejlődik ki úgy, hogy mindkét évben áttelel.